# Fokker F28
Il Fokker F28 Fellowship è stato un aereo di linea regionale sviluppato dall'azienda aeronautica olandese Fokker nei tardi anni sessanta.
Destinato al mercato dell'aviazione commerciale e proposto per l'utilizzo su rotte a corto-medio raggio, il modello riuscì a ottenere un buon successo commerciale. Gli ultimi esemplari furono ritirati dal servizio entro il 2018.

## Storia del progetto

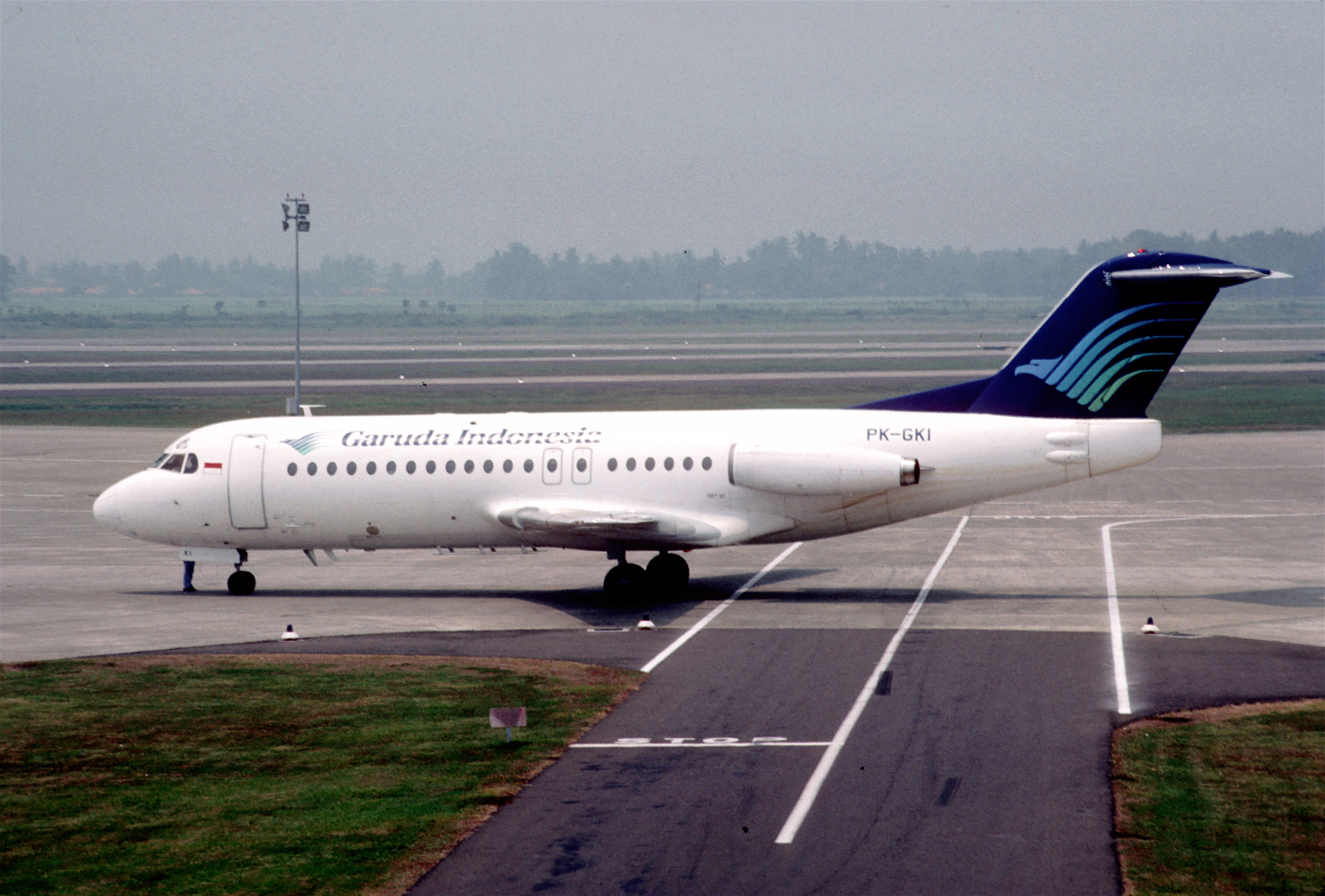
F28 Garuda Indonesia, il più grande operatore di questo tipo

Annunciato dalla Fokker nell'aprile del 1962, il Fokker F28 nacque dalla collaborazione tra la Fokker stessa, la Fokker VFW, la tedesca MBB e la britannica Short Brothers. Inoltre, il progetto venne finanziato per il 50% dal governo olandese mentre il governo tedesco contribuì versando il 60% del 35% della quota germanica. La Fokker progettò il muso dell'aereo, la parte centrale della fusoliera e l'interno delle ali, la Fokker VFW il resto della fusoliera e la coda e la Short Brothers gli elementi finali delle ali. L'assemblaggio finale avvenne poi all'aeroporto di Amsterdam-Schiphol, nei Paesi Bassi.
Il primo prototipo del Fokker F28-1000, registrato PH-JHG, volò il 9 maggio 1967. Il primo ordine arrivò dalla compagnia aerea tedesca LTU, ma il primo aereo venne consegnato alla Braathens il 28 marzo 1969. La forma dell'aereo, con impennaggio a T e due motori Rolls-Royce Spey 550 montati sulla coda, lo rendevano simile a molti altri velivoli in servizio all'epoca, come il Douglas DC-9. Il Fokker F28 con fusoliera allungata venne chiamato F28-2000 ed era in grado di trasportare 79 passeggeri anziché 65. Il prototipo di questo modello era solamente una versione modificata della serie F28-1000 e fece il suo primo volo il 28 aprile 1971. I modelli Fokker F28-6000 e 5000 erano rifacimenti rispettivamente del Fokker F28-2000 e 1000, con la sola aggiunta di motori più silenziosi e maggior apertura alare. Il Fokker F-28-6000 e il Fokker F28-5000 non ebbero molto successo: dei due, infatti, solamente il primo venne effettivamente costruito e commercializzato. Molto successo, invece, ebbe la serie 4000, che debuttò il 20 ottobre 1976. Questa versione aveva motori Spey 555-15H dotati di silenziatore, 85 posti passeggeri, un'apertura alare ancora maggiore, una struttura rinforzata, un cockpit interamente nuovo e nuovi interni.
Al termine della produzione, avvenuta nel 1987, il Fokker F28 aveva venduto 241 esemplari.

## Versioni
tabella riassuntiva delle versioni e corrispondenti dati tecnici generali:
|                             | -1000                                          | -2000                                          | -3000                                          | -4000                                           | -6000                                           |
| --------------------------- | ---------------------------------------------- | ---------------------------------------------- | ---------------------------------------------- | ----------------------------------------------- | ----------------------------------------------- |
| Lunghezza:                  | 27,41 m                                        | 29,62 m                                        | 29,62 m                                        | 29,62 m                                         |                                                 |
| Capacità passeggeri:        | 65                                             | 79                                             | 65                                             | 85                                              | 79                                              |
| Apertura alare:             | 23,57 m                                        | 23,57 m                                        | 25,07 m                                        | 25,07 m                                         | 25,07 m                                         |
| Superficie alare:           | 76,40 m²                                       | 76,40 m²                                       | 78,97 m²                                       | 78,97 m²                                        | 78,97 m²                                        |
| Peso massimo al decollo:    | 29 000 kg (65 000 lb)                          | 29 000 kg (65 000 lb)                          | 29 000 kg (65 000 lb)                          | 33 000 kg (73 000 lb)                           | 33 000 kg (73 000 lb)                           |
| Velocità di crociera (max): | 850 km/h (527 mph, 459 kt)                     |                                                | 842 km/h (523 mph, 454 kt)                     | 842 km/h (523 mph, 454 kt)                      | 842 km/h (523 mph, 454 kt)                      |
| Autonomia:                  | 2 000 km (1 243 mi, 1 080 nm)                  | raggio d'azione 1 350 km (729 nm) (2 743 km)   | 1 900 km (1 180 mi, 1 025 nm)                  | 1 900 km (1 180 mi, 1 025 nm)                   |                                                 |
| Quota di servizio:          | 10 668 m (35 000 ft)                           | 10 668 m (35 000 ft)                           | 10 668 m (35 000 ft)                           | 10 668 m (35 000 ft)                            | 10 668 m (35 000 ft)                            |
| motori:                     | 2 turbofan Rolls-Royce RB183-2 "Spey" Mk555-15 | 2 turbofan Rolls-Royce RB183-2 "Spey" Mk555-15 | 2 turbofan Rolls-Royce RB183-2 "Spey" Mk555-15 | 2 turbofan Rolls-Royce RB183-2 "Spey" Mk555-15P | 2 turbofan Rolls-Royce RB183-2 "Spey" Mk555-15P |

## Utilizzatori
All'agosto 2006 erano 92 gli esemplari di Fokker F28 ancora in servizio operativo e a quella data le compagnie aeree che li includevano nella propria flotta erano: Garuda Indonesia (62 totali, la più grande flotta di F28 del mondo), MacRobertson Miller Airlines, Ansett Group Australia (più di 15 esemplari), Biman Bangladesh Airlines (2), Toumaï Air Tchad (1), AirQuarius Aviation (3), SkyLink Arabia (1), SATENA (1), Gatari Air Service (5), Montenegro Airlines (5), LADE (1), Pelita Air (5), AirQuarius Aviation (4) e Merpati Nusantara Airlines (1). Inoltre a quella data operavano in altre 22 compagnie.
Al dicembre 2012 gli F28 rimasti in servizio operavano con le seguenti compagnie:
- Air Leasing Cameroon (3)
- Biman Bangladesh Airlines (4)
- Gatari Air Service (2)
- IRS Airlines (1)
- Myanma Airways (2)

### Civili
(lista parziale)
- Aerolíneas Argentinas
- AeroPerú
- Air Alpes
- Air Anglia
- Air Burkina
- Air Canada
- Air France
- Air Gabon
- Air Ivoire
- Air Mauritanie
- Air Nauru
- Air New South Wales
- Air Niugini
- Air Ontario
- AirQuarius Aviation
- Air Sicilia
- Air Tanzania
- Air UK
- Air21
- Alinord
- Altair Airlines
- American Airlines
- Ansett Australia

Un F28-1000 dell'italiana Alinord nel 1988.

Un F28-1000 dell'Itavia nel 1980.

- Biman Bangladesh Airlines
- Braathens SAFE
- British Airways
- Canadian North
- Canadian Regional Airlines
- Cimber Air
- Cubana
- Czech Airlines
- Comair
- East-West Airlines
- Empire Airlines
- Flight West Airlines
- Garuda Indonesia
- Germanair
- Ghana Airways
- Horizon Air
- Iberia Airlines
- Icaro Air (Ecuador)
- Inter Canadian Airlines
- Iran Asseman Airlines
- Itavia
- Líneas Aéreas del Estado (LADE)
- Línea Aérea de Entre Ríos (LAER)
- Linjeflyg
- LTU
- Libyan Arab Airlines
- MacRobertson Miller Airlines
- Martinair
- Merpati Nusantara Airlines
- Mid Pacific Airlines
- Montenegro Airlines
- Myanma Airways
- Nigeria Airways
- NLM
- Norcanair
- Parsair
- PB Air
- Pelita Air Service
- Piedmont Airlines
- Pilgrim Airlines
- Quebecair
- Royal Jordanian
- Royal Swazi Air
- Sabena
- SAS
- SATCO
- Saudia
- Swaziland Airlink
- TAME
- TANS Perú
- TAT
- THY - Turkish Airlines
- Transair (Canada)
- Unifly
- USAir
- Western Australia Airlines

### Militari e governativi

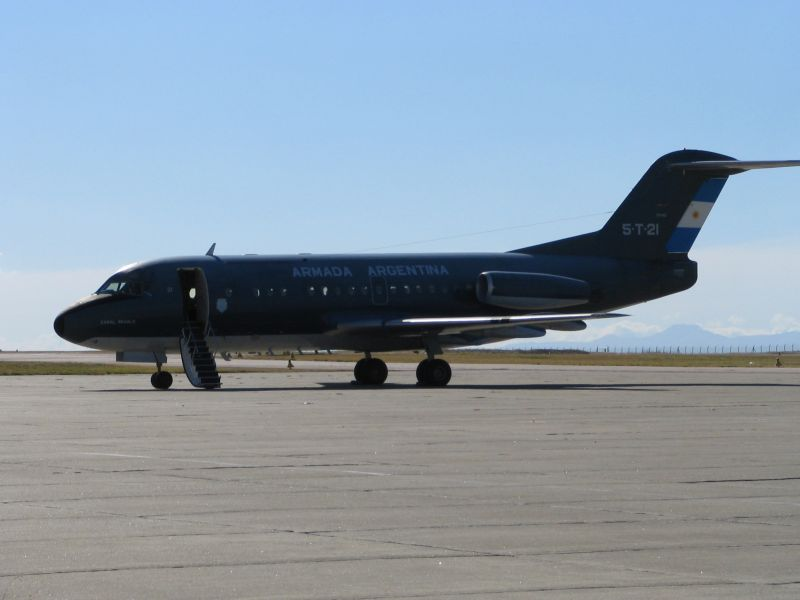
Un F-28 dell'Aviación Naval, componente aerea dell'Armada de la República Argentina (la marina militare) in sosta presso la base aeronavale Comandante Espora.

Argentina
- Fuerza Aérea Argentina

6 F28-1000C consegnati a partire dal 1975, l'ultimo dei quali è stato ritirato a settembre 2019. Non essendoci fondi per ordinare nuovi aerei da trasporto VIP, l'ultimo F28 ad essere stato ritirato, il TC-52, è stato riportato in condizioni di volo il 23 dicembre 2019. Utilizzati sia per il trasporto VIP, sia per operazioni MEDEVAC. Un secondo F28 (il TC-53) verrà riportato in servizio per fine 2020.
- Aviación Naval (3)

 Colombia
- Fuerza Aérea Colombiana

1 F28 Mk.1000 utilizzato dal 19 febbraio 1971 all'aprile del 2025, più 1 F28 Mk.3000C utilizzato per il trasporto VIP.
 Filippine
- Hukbong Himpapawid ng Pilipinas

1 F28-3000 acquistato nel 1983 ed utilizzato per il trasporto presidenziale.
 Ghana
- Ghana Air Force (1)

 Indonesia
- Tentara Nasional Indonesia Angkatan Udara

2 F-28-3000/R consegnati.
 Malaysia
- Tentera Udara Diraja Malaysia

1 F28 Mk.1000 consegnato.
 Tanzania
- Tanzania Government Flight Agency (1)

 Togo (2)